# Lanaken
Lanaken (fr. Lanaeken, lim. Laoneke) –  gmina (gemeente) w Belgii, w Regionie Flamandzkim, w prowincji Limburgia, w okręgu Tongeren. 1 stycznia 2024 roku liczyła 26 366 mieszkańców.  

## Podział administracyjny
W skład gminy wchodzą cztery dzielnice (deelgemeente):
- Gellik
- Neerharen
- Rekem (Reckheim / Reckheim)
- Veldwezelt

## Historia
Pierwotnie obszar gminy był pod wpływem Królestwa Nimieckiego; w 1106 ziemie przekazano pod zwierzchnictwo kapituły św. Serwacego z Maastricht. Kształt dzisiejszej gminy powstał w 1808 roku w wyniku połączenia miejscowości Smeermaas, Hocht, Pietersem, Cauberg, Bessemer i Buchden.

## Demografia
- Źródła:NIS, :od 1806 do 1981= według spisu; od 1990 liczba ludności w dniu 1 stycznia

1 stycznia 2024 całkowita populacja Lanaken liczyła 26 366 osób. Łączna powierzchnia gminy wynosi 58,95 km², co daje gęstość zaludnienia 447 mieszkańców na km².